# Федорченко Віктор Михайлович (лікар)
Ві́ктор Миха́йлович Федо́рченко (* 1935 — † 2006, Кременчук) — український лікар, акушер-гінеколог, почесний громадянин Кременчука.

## З життєпису
З 1971 року працював головним лікарем міського пологового будинку Кременчука, згодом — головний акушер-гінеколог міста.
За час своєї праці в Кременчуці запровадив понад сорок нових методик лікування та методів обстеження хворих.
У часи роботи головним гінекологом міста не переставав практикувати, особисто провів загалом більше 14 000 операцій.
Окрім того, написав 18 наукових статей.

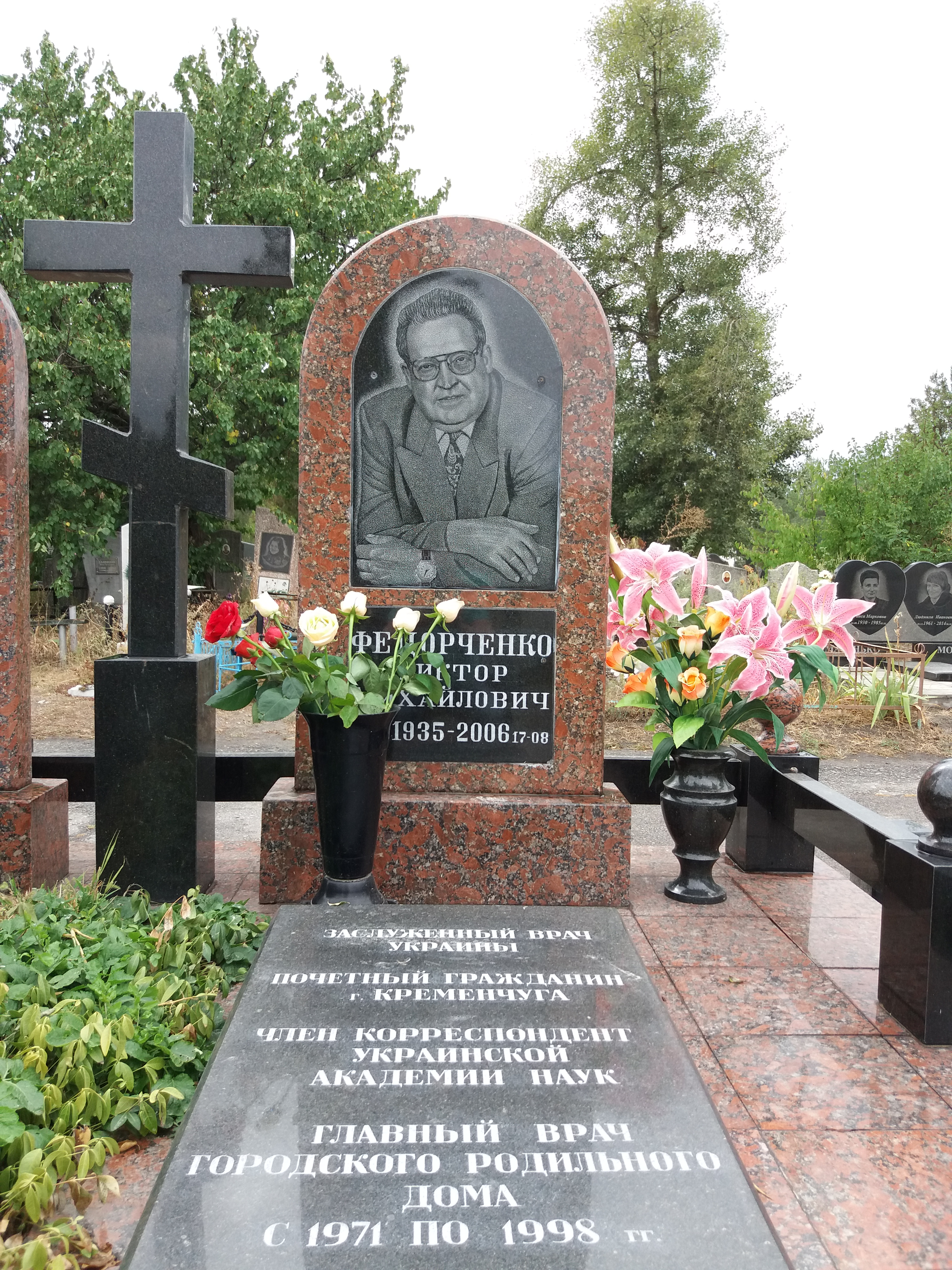
Могила Віктора Федорченка на Новоміському кладовищі

У вересні 1997 року сесія Кременчуцької міської ради присвоїла йому звання почесного громадянина Кременчука — «за особистий вклад у справу охорони материнства та дитинства в місті, та розвиток акушерсько-гінекологічної служби».
Помер 17 серпня 2006 року. Похований на Новоміському кладовищі в Кременчуці.

## Джерело
- Особистості Кременчука (рос.)
- Почесні громадяни Кременчука (рос.)